# Weißpunkt-Graseule

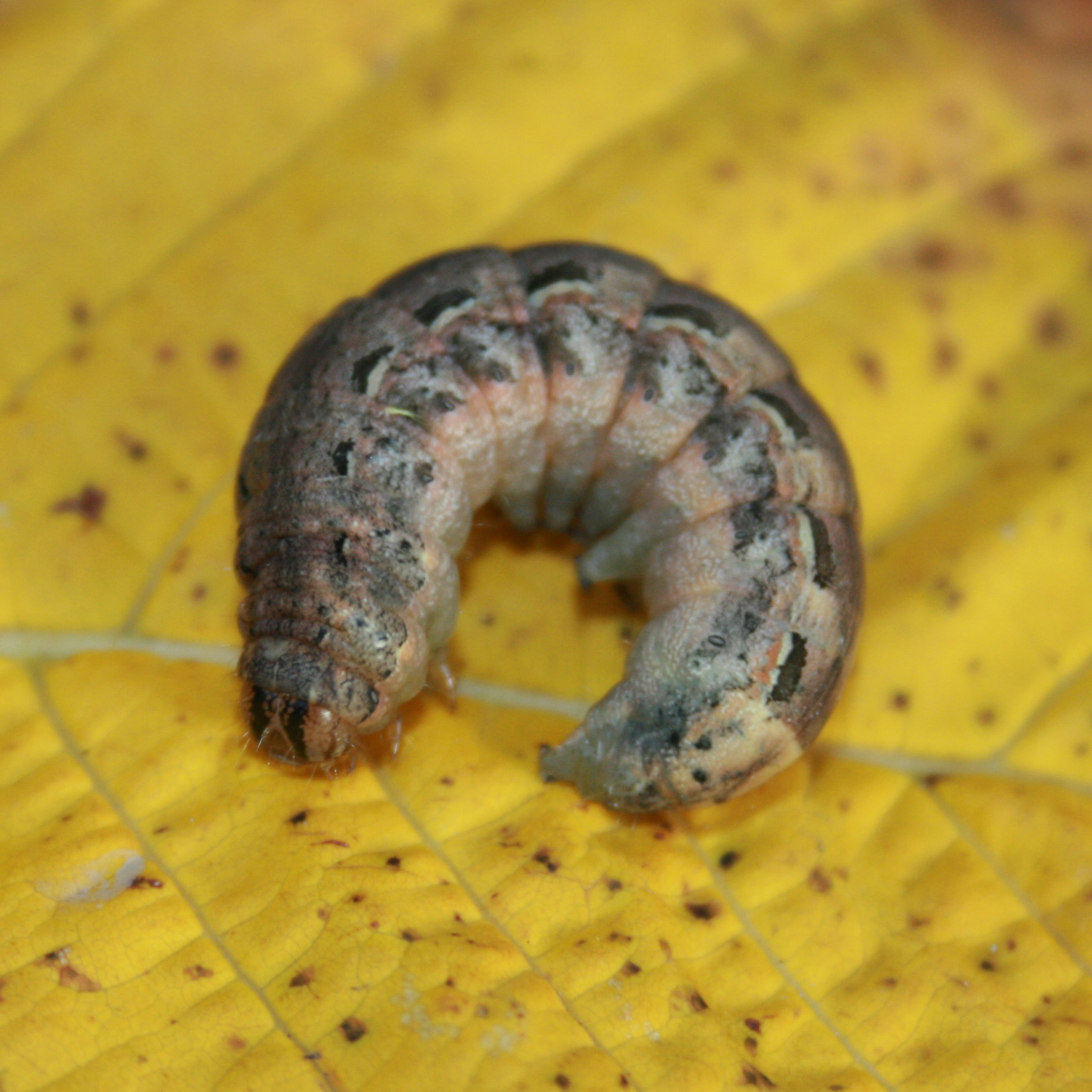
Raupe

Die Weißpunkt-Graseule (Mythimna albipuncta), auch verwirrend Weißfleckeule oder Weißfleckige Schilfgraseule genannt, ist ein Schmetterling (Nachtfalter) aus der Familie der Eulenfalter (Noctuidae). Sie darf nicht mit der sehr ähnlich lautenden Weißfleck-Graseule (Mythimna conigera) verwechselt werden.

## Merkmale
Die Falter erreichen eine Flügelspannweite von 30 bis 38 Millimeter. Die Grundfarbe der Vorderflügel variiert von gelbrot, tiefrot bis dunkelbraun mit unterschiedlichen Grauanteilen. Entwickeln sich die Puppen eher bei Kälte, dann ergeben sie eher graugetönte Exemplare, bei Wärme gehaltene Puppen ergeben eher intensiv gelbrote, braunrote oder tiefrote Falter ohne Grauanteile. Der Kostalrand ist häufig etwas heller gefärbt. Die Querlinien sind meist undeutlich entwickelt, sie können dunkler oder auch heller als die Grundfarbe gezeichnet sein. Während die innere Querlinie eher gewellt ist, ist die äußere Querlinie eher gezackt, falls die Linien ausgebildet sind. Bei manchen Exemplaren kann sogar die Wellenlinie angedeutet sein. Ein Apikalstrich ist vorhanden, aber häufig diffus. Häufig ist der Bereich zwischen Apikalstrich, Wellenlinie und Saum sowie die Fransen etwas dunkler als die Grundfarbe. Die Nierenmakel ist zu einem kleinen weißen Fleck reduziert, der am distalen Ende der Mittelzelle liegt. Er ist oft von einem dunklen Schatten umgeben. Ein Ringmakel ist nicht entwickelt. Die Hinterflügel sind dunkelbraungrau mit dunkler hervorgehobener Flügeläderung. Ein Diskalfleck fehlt. Die Fransen sind weißlich.
Das Männchen ist durch ein Büschel schwarzer Haare an der Unterseite des Hinterleibs gekennzeichnet.
Das gelbliche Ei ist am oberen Ende leicht, am unteren Ende stark abgeplattet. Die Oberfläche ist berippt.
Die rotgelbe Raupe besitzt eine weiße, dunkel gerandete Rückenlinie. Die gelbliche, etwas breitere Nebenrücklinie ist zum Rücken hin dunkel begrenzt. Die Seitenstreifen sind wiederum hell und zum Rücken hin ebenfalls dunkel begrenzt. Im Seitenstreifen sitzen die schwarzen Stigmen. Der Kopf ist hellbraun gefärbt mit dunklen Bogenstreifen. Die erwachsene Raupe kann 38 bis 43 Millimeter Länge erreichen.
Die gedrungene, relativ dicke Puppe ist rotbraun gefärbt und besitzt einen stumpfen Kremaster.

### Ähnliche Arten
Die Art ähnelt der Weißfleck-Graseule (Mythimna conigera), der Kapuzen-Graseule (Mythimna ferrago) und Mythimna unipuncta. Bei der Weißfleck-Graseule und der Kapuzen-Graseule sind die halbmondförmigen Nierenmakel im Umriss noch angedeutet, bei der Weißpunkt-Graseule zu einem weißen Punkt reduziert. Bei der Weißfleck-Graseule sind die Querlinien immer sehr deutlich gezeichnet. Bei der Kapuzen-Graseule sind die Querlinien ebenfalls häufig ähnlich undeutlich, aber meist doch noch besser zu sehen, vor allem der mittlere Teil der inneren Querlinie. Der weiße Punkt ist bei der Weißpunkt-Graseule meist intensiver rein weiß, etwas größer, rundlicher und schärfer begrenzt als bei der Weißfleck-Graseule, wo er häufig zum Außenrand hin gelängt, oft strichartig ausgebildet ist.

## Geographische Verbreitung und Lebensraum
Die Art hat ihr Verbreitungsgebiet von Nordwestafrika, Süd- und Mitteleuropa, Kleinasien, Turkmenistan bis zum Kopet Dag-Gebirge. Die Art scheint derzeit ihr Areal nach Norden auszudehnen; vermutlich wurden Teile Norddeutschlands erst im 20. Jh. besiedelt.
Die Weißpunkt-Graseule gilt als Wanderfalter (bzw. als „wanderverdächtige Art“), die Falter fliegen jedes Jahr weit über die eigentliche Bodenständigkeit nach Norden. Derzeit wird die Art fast regelmäßig aus Dänemark, Südfinnland und Südschweden gemeldet. In England fliegt sie jedes Jahr in unterschiedlicher Anzahl ein und kann im Norden Norfolk erreichen. In günstigen Jahren scheint sich die Art auch fortzupflanzen und etablierte sich zeitweise in Südostengland.
Die Weißpunkt-Graseule bevorzugt mäßig trockenwarme Biotope, wie mit Büschen bestandene Halbtrockenrasenflächen, grasige Böschungen, Bahn- und Hochwasserdämme, Straßen- und Wegränder, Steinbrüche und Kiesgruben, Lößhohlwege, lichte Stellen von Laub- und Laubmischwäldern (Schneisen, breite Waldwege, Lichtungen), warme Talränder und Uferbereiche von Bächen und Flüssen, Streuobstwiesen und Weinberge, Siedlungsbereiche (Gärten, Wegränder) und Kulturland (grasige Ackerränder, temporäre Ackerbrachen) oder aufgegebenes Kulturland (Ruderalflächen). In den Alpen steigt sie bis auf etwa 1800 Meter über NN.

## Lebensweise
Die Weißfleck-Graseule bildet zwei sich überlappende Generationen im Jahr, wobei die zweite Generation meist stärker ausgebildet ist. In klimatisch günstigen Regionen könnte sogar eine dritte Generation gebildet werden. Nach anderen Autoren ist die Art jedoch strikt bivoltin. In Zuchtversuchen unter optimalen Bedingungen können jedoch kontinuierlich Generationen gebildet werden; weder Raupe noch Puppe legen unter diesen künstlichen Bedingungen eine Diapause ein. Die Falter fliegen fast kontinuierlich von April bis November. In Baden-Württemberg ist jedoch ein schwächeres Maximum der Flugzeit der Falter im Mai und Juni sowie ein wesentlich ausgeprägteres Maximum von Ende Juli bis Anfang September zu beobachten. An den einzelnen Standorten ist jedoch oft eine ein- bis mehrwöchige Unterbrechung der Flugzeit festzustellen. Die Falter sind nachtaktiv, kommen häufig an künstliche Lichtquellen und können auch geködert werden. Gelegentlich können sie auch tagsüber beobachtet werden. Sie saugen Nektar aus den verschiedensten Blüten. Die Eier werden in gefaltete, oft schon trockene Blätter oder in die Blütenköpfe der Raupennahrungspflanzen abgelegt. Die Eiräupchen schlüpfen bereits nach einer Woche. Die jungen Raupen fressen die Blütenköpfe oder die Blätter von Gräsern. Folgende Raupennahrungspflanzen werden in der Literatur genannt:
- Weißes Straußgras (Agrostis stolonifera)
- Gewöhnlicher Glatthafer (Arrhenatherum elatius)
- Rübe (Beta vulgaris)
- Fieder-Zwenke (Brachypodium pinnatum)
- Aufrechte Trespe (Bromus erectus)
- Wehrlose Trespe (Bromus inermis)
- Land-Reitgras (Calamagrostis epigejos)
- Seggen (Carex)
- Gewöhnliches Knäuelgras (Dactylis glomerata)
- Rasen-Schmiele (Deschampsia cespitosa)
- Kriech-Quecke (Elymus repens)
- Labkräuter (Galium)
- Honiggräser (Holcus)
- Rohr-Pfeifengras (Molinia arundinacea)
- Oregano (Origanum vulgare)
- Wegeriche (Plantago)
- Einjähriges Rispengras (Poa annua)
- Gewöhnliche Sumpfbinse (Eleocharis palustris) (früher Scirpus palustris)
- Gewöhnliche Vogelmiere (Stellaria media)
- Löwenzahn (Taraxacum)
- Baldrian (Valeriana)

Die halberwachsenen Raupen überwintern. Im Frühjahr werden die Raupen strikt nachtaktiv. Tagsüber verbergen sie sich in trockenen oder welken Blättern am Boden. Sie verpuppen sich in einem losen Kokon auf der Erde.

## Systematik und Taxonomie
Das Taxon wurde 1775 von Michael Denis und Johann Ignaz Schiffermüller als Noctua albipuncta erstmals wissenschaftlich beschrieben. Relativ häufig findet sich selbst in der Fachliteratur die Falschschreibung albipunctata. Die Art ist die Typusart der Gattung Hyphilare Hübner, 1821, die heute meist als Untergattung von Mythimna Ochsenheimer, 1816 angesehen wird. In der Literatur erscheint sie in den Kombinationen Leucania albipuncta und Hyphilare albipuncta. Leucania Ochsenheimer, 1816 ist eine andere Gattung und Hyphilare Hübner, 1821 wird von manchen Autoren lediglich noch als Untergattung von Mythimna akzeptiert, in anderen Arbeiten wird sie als Synonym von Mythimna betrachtet.

## Gefährdung
Die Weißpunkt-Graseule gilt deutschlandweit als nicht gefährdet. Lediglich im Stadtstaat Hamburg gilt die Art als stark gefährdet.

## Belege